# The Song of Tibet
The Song of Tibet is een Chinees filmdrama uit 2000 van regisseur Xie Fei. Op het St. Louis International Film Festival van 2001 won de film de Interfaith Award.

## Verhaal
De film speelt zich afwisselend af tijdens de Culturele Revolutie in de jaren '60 en '70 en het jaar 2000, op het platteland van Tibet.
De film gaat over de jonge vrouw Yixizhuoma die in het midden van een veldslag wordt gevangengenomen door de soldaat Jiacuo. Uiteindelijk groeit er een liefdesrelatie tussen beiden en ze kijken samen naar de politieke en sociale ontwikkelingen in Tibet gedurende de afgelopen decennia.

## Rolverdeling
| Acteur        | Personage  | Opmerkingen |
| ------------- | ---------- | ----------- |
| Danzengzhuoga | Yixizhuoma | oud         |
| Laqiong       | Yixizhuoma | jong        |
| Dawangdui     | Jiacuo     | oud         |
| Renqingdunzhu | Jiacuo     | jong        |